# Henry Beckman
Henry Beckman (Halifax, Nueva Escocia, 26 de noviembre de 1921 - Barcelona, España, 17 de junio de 2008) fue un actor de teatro, cine y televisión canadiense.

## Carrera
Beckman apareció en más de 100 producciones en los Estados Unidos y Canadá, incluidos papeles recurrentes como el comandante Paul Richards en la serie de televisión de la ópera espacial Flash Gordon de 1954, Bob Mulligan en la comedia de ABC I'm Dickens, He Fenster. También en la adaptación de Peyton Place, Capitán Clancey en la comedia dramática occidental Here Come the Brides, Harry Mark en Bronk (serie de televisión) y el conspirador Coronel del Ejército de los Estados Unidos Douglas Harrigan en McHale's Navy y el Coronel Platt en la película McHale's Navy Joins the Air Force.
Hizo cuatro apariciones especiales en la serie dramática de CBS Perry Mason, incluido el papel de David el asesino en el episodio de 1960 "El caso del padre caprichoso", como Sydney L. Garth en el episodio de 1962 "El caso de las monedas del capitán. ", como Albert King en el episodio de 1965" El caso del mandamiento ilícito "y como William March en el episodio de 1966" El caso del timbre muerto ".
En la década de 1980 apareció en Kane & Abel, interpretó al guardia de seguridad Alf en la comedia de situación de Don Adams Check It Out! Y también fue un concursante no famoso en el programa de televisión Scrabble. Continuó actuando hasta finales de los setenta en programas como The Commish y MacGyver, y tuvo un papel recurrente en The X-Files durante varias temporadas.

## Premios / legado
Beckman ganó dos premios del cine canadiense al mejor actor de reparto, en 1975 por Why Rock the Boat? y en 1978 para Blood and Guts. Con su primera esposa, la actriz Cheryl Maxwell, Beckman fundó el Dukes Oak Theatre en Cooperstown, Nueva York, y se desempeñó como productor de la compañía de teatro. 

## Servicio de guerra
Sirvió con el ejército canadiense durante la Segunda Guerra Mundial, incluidos los desembarcos del Día D en Juno Beach, Normandía, el 6 de junio de 1944. 

## Escritura
Beckman fue el autor de How to Sell your Film Project, una guía práctica para producir películas independientes, y Hollywood With its Pants Down, una mirada ingeniosa a algunos de los actores con los que trabajó a lo largo de los años. 

## Familia
Es el padre del astrofísico e ingeniero de software Brian Beckman. 

## Muerte
Beckman murió en Barcelona, España, el 17 de junio de 2008 con su segunda esposa, Hillary, a su lado.

## Filmografía selecta
- Niagara (1953) - Policía en motoclicleta (no acreditado)
- The Glory Brigade (1953) - Soldado (No acreditado)
- The Wrong Man (1956) - Prisionero (No acreditado)
- So Lovely... So Deadly (1957) - Steve Clark
- The Bramble Bush (1960) - Bill Watts (No acreditado)
- Breakfast at Tiffany's (1961) - Narcóticos, Detective Cronberger (No acreditado)
- 13 West Street (1962) - Joe Bradford
- The Man from the Diners' Club (1963) - Policía (No acreditado)
- Twilight of Honor (1963) - Hombre en la multitud (No acreditado)
- Dead Ringer (1964) - Fiscal (No acreditado)
- Marnie (1964) - Detective
- A House Is Not a Home (1964) - Crupier (No acreditado)
- Kiss Me, Stupid (1964) - Camionero
- The Satan Bug (1965) - Dr. Baxter
- The Glory Guys (1965) - Vendedor
- McHale's Navy Joins the Air Force (1965) - Col. Platt
- The Caper of the Golden Bulls (1967) - Bendell
- Madigan (1968) - Philip Downes
- The Stalking Moon (1968) - Sgt. Rudabaugh
- Sweet Charity (1969) - Policía (No acreditado)
- The Undefeated (1969) - Thad Benedict
- The Merry Wives of Tobias Rouke (1972) - Tobias Rouke
- Between Friends (1973) - Will
- Peopletoys (1974) - Dr. Brown
- Why Rock the Boat? (1974) - Philip Butcher
- Silver Streak (1976) - Congresista
- Blood and Guts (1978) - Red Henkel
- The Brood (1979) - Barton Kelly
- Death Hunt (1981) - Bill Luce
- Family Reunion (1988) - Leo
- I Love You to Death (1990) - Wendel Carter
- The Handler, episodio de la serie The Ray Bradbury Theater (1992) - Mr. Merrywell Blythe
- The X-Files (1994) - Detective Frank Briggs (Episodios:"Squeeze","Tooms")
- Epicenter (2000) - Pat
- Lion of Oz (2000) - Narrador (voz)